# Fadenkeulchenverwandte
Die Fadenkeulchenverwandten (Typhulaceae) sind eine kleine Familie der Champignonartigen (Agaricales).

## Merkmale
Die Typusgattung Typhula (Fadenkeulchen) besitzt stark reduzierte, schlank fadenförmige Fruchtkörper, die in einen Stiel- und einen Kopfteil untergliedert sind. Bei vielen Arten entspringen sie einem Sklerotium. Die Gattung Macrotyphula zeigt keine Fruchtkörpergliederung in Stiel- und Kopfteil, sondern hohle, clavarioide (keulchenförmige) Fruchtkörper. Die anderen Vertreter der Familie haben zentral bis seitlich gestielte, lamellentragende Fruchtkörper. Der Stiel kann auch völlig reduziert sein – die Fruchtkörper sind dann mit dem Hutrücken am Substrat verwachsen. Die Fruchtkörper sind gymnocarp, Vela fehlen.

## Verbreitung und Ökologie
Die Familie ist weltweit verbreitet. Die Fadenkeulchenverwandten sind meist Saprobionten, die man an Pflanzenresten oder an Totholz findet. Tricholomopsis pteridicola wiederum wächst an den Rhizomen des Adlerfarns (Pteridium aquilinum), was in diesem Fall Parasitismus andeutet.

## Systematik
Die Familie enthält ca. 200 beschriebene Arten in 5 Gattungen. Ursprünglich wurde die Familie beschrieben, um dünne, innen hohle, teils aus Sklerotien entspringende Pilze, die morphologisch kaum Beziehungen zu anderen Großpilzen zu zeigen schienen, von den bodenbesiedelnden Clavariceae abzutrennen. Neuere molekularbiologische Studien zeigen, dass die Gattungen Typhula und Macrotyphula in die Ordnung der Agaricales gehören und hier nah mit den lamellentragenden Gattungen Phyllotopsis, Pleurocybella und Tricholomopsis (Holzritterlinge) verwandt sind.
- Familie: Fadenkeulchenverwandte (Typhulaceae)
  - Gattung: Röhrenkeulen (Macrotyphula)
  - Gattung: Orangeseitlinge (Phyllotopsis)
  - Gattung: Weißseitlinge (Pleurocybella)
  - Gattung: Holzritterlinge (Tricholomopsis)
  - Gattung: Fadenkeulchen (Typhula)

## Bedeutung
Der Ohrförmige Weiß-Seitling (Angel Wings – Pleurocybella porrigens) hat nach Verzehr in Japan 14 Todesfälle (bei 50 Betroffenen – alle mit eingeschränkter Nierenfunktion) ausgelöst.

## Galerie ausgewählter Vertreter

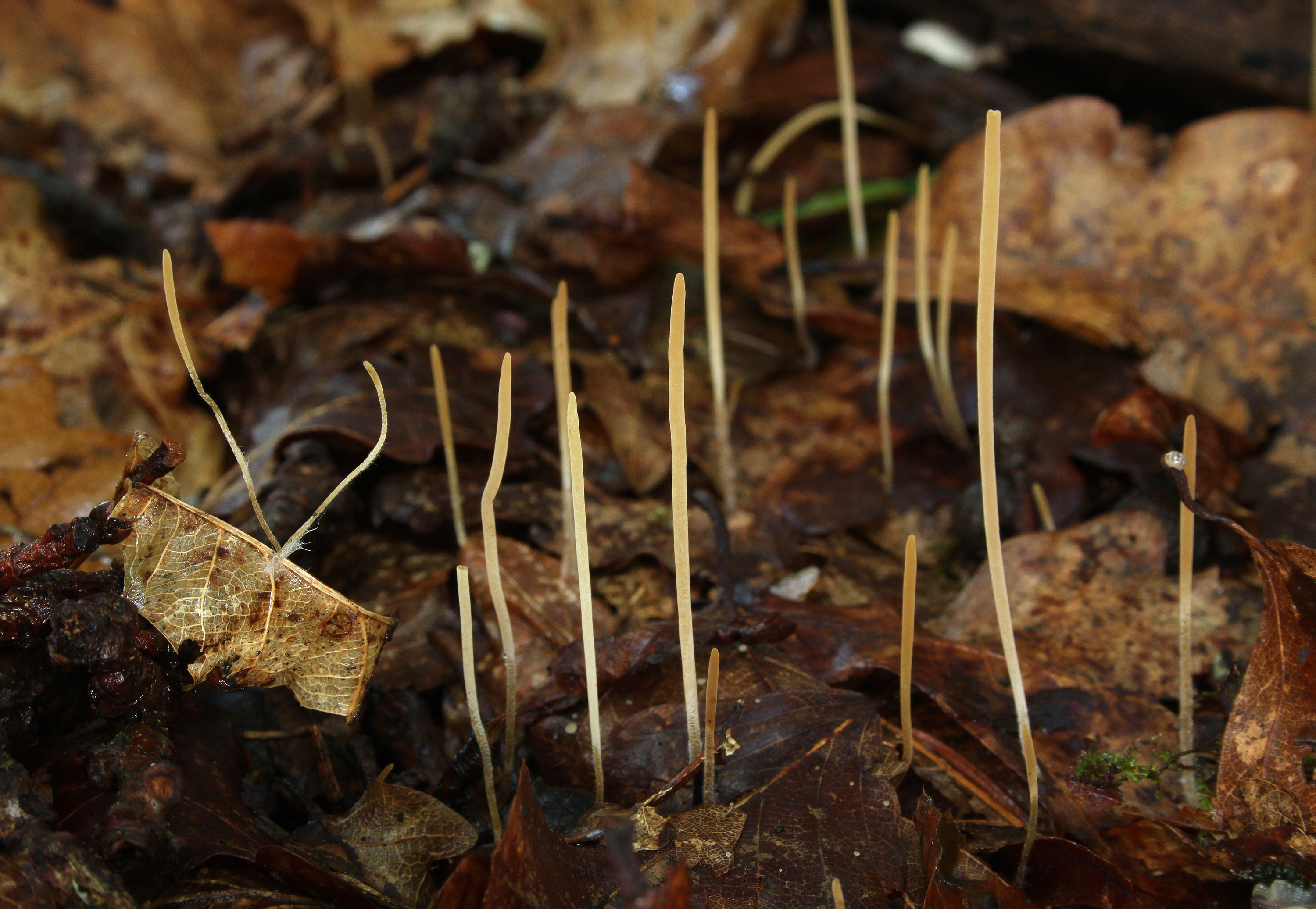
Binsenkeule Macrotyphula filiformis
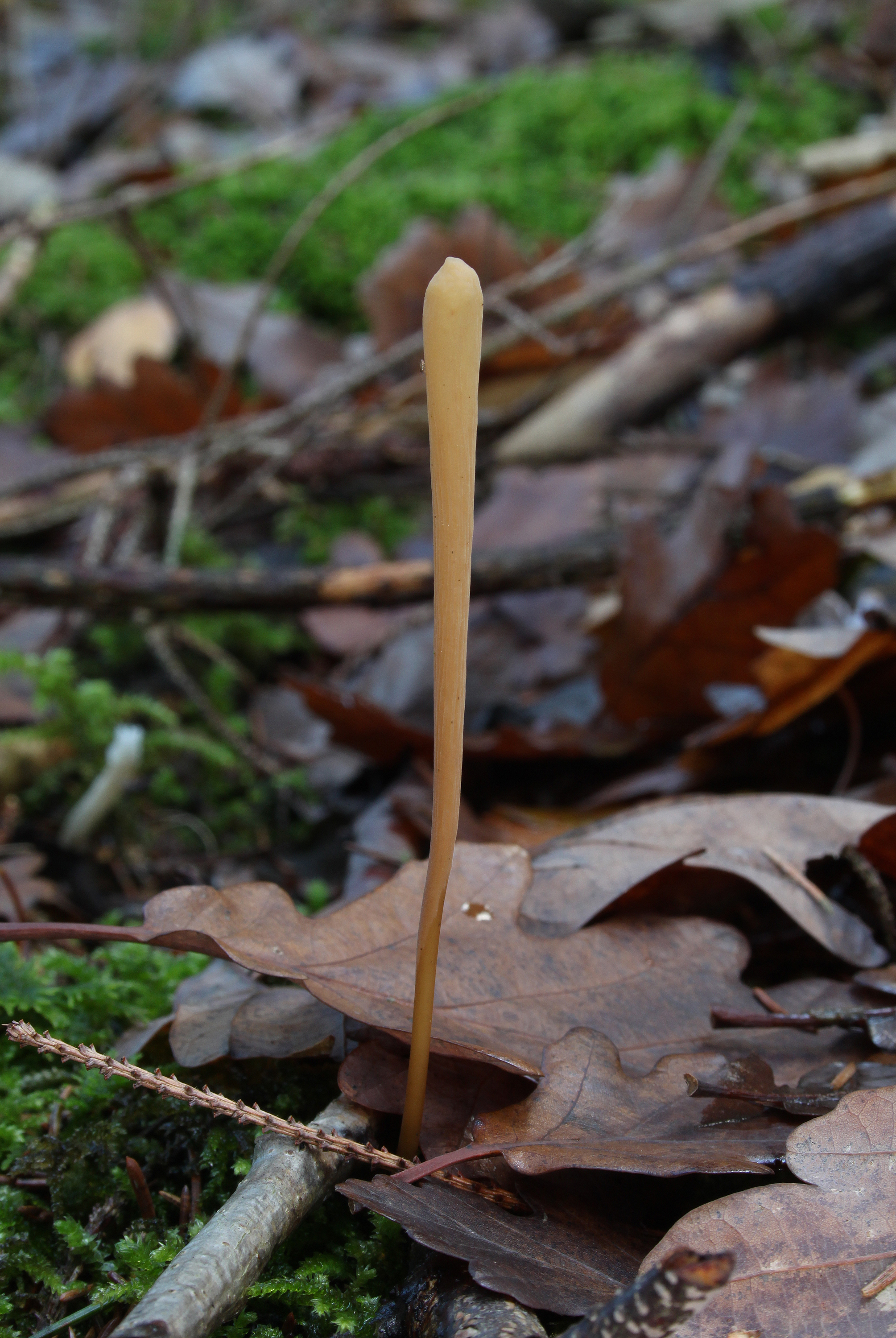
Röhrige Keule Macrotyphula fistulosa
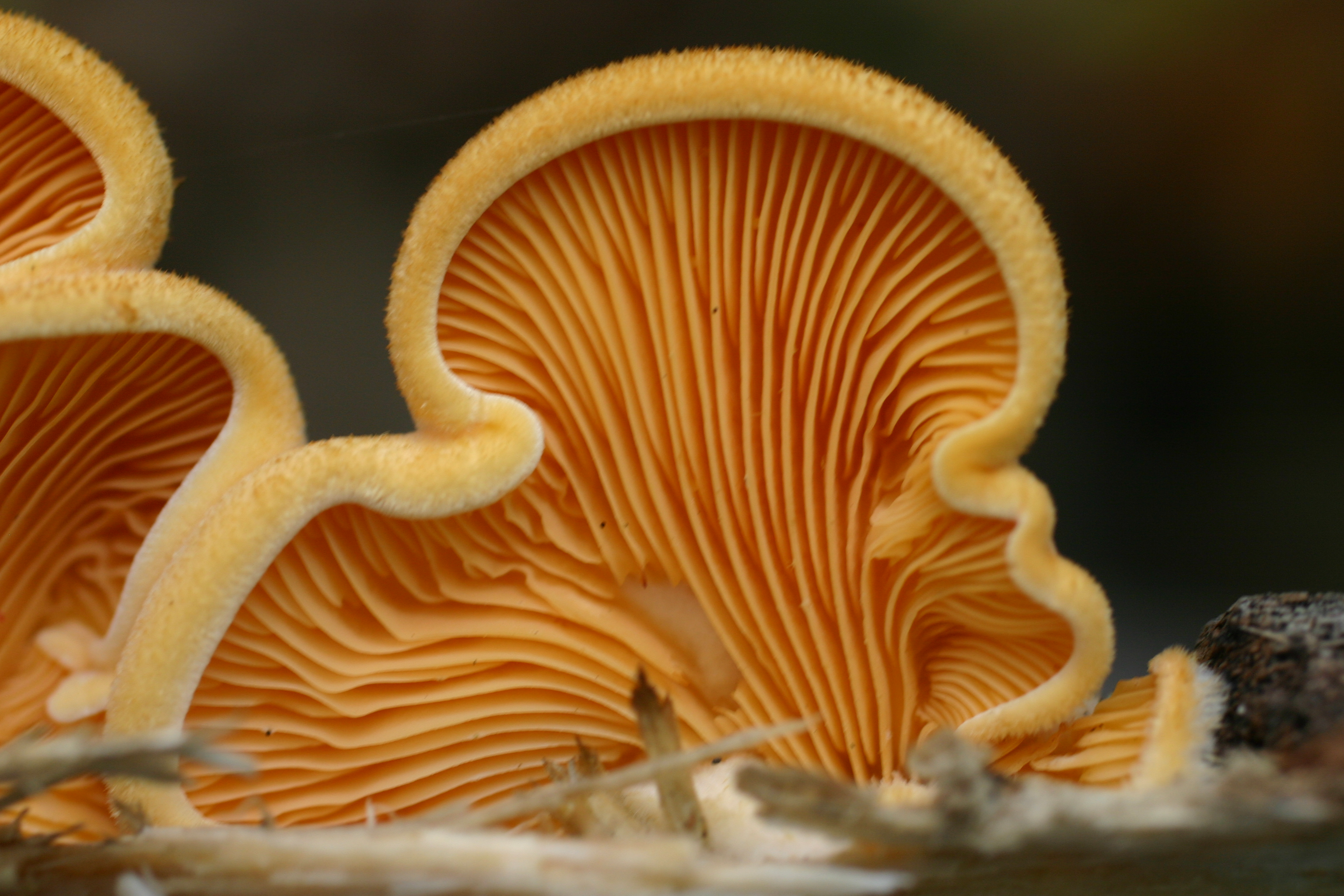
Orangeseitling Phyllotopsis nidulans
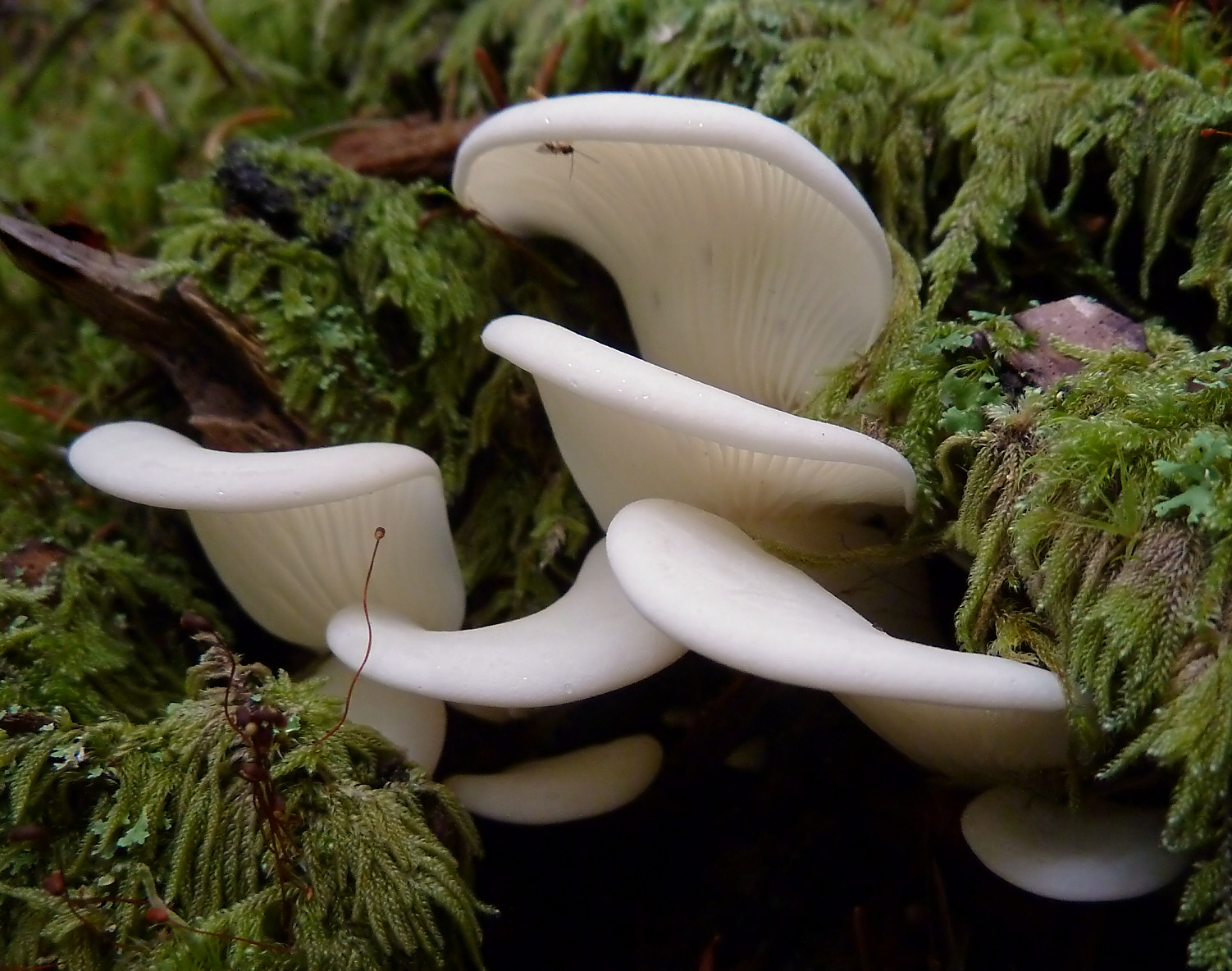
Ohrförmiger Weiß-Seitling Pleurocybella porrigens
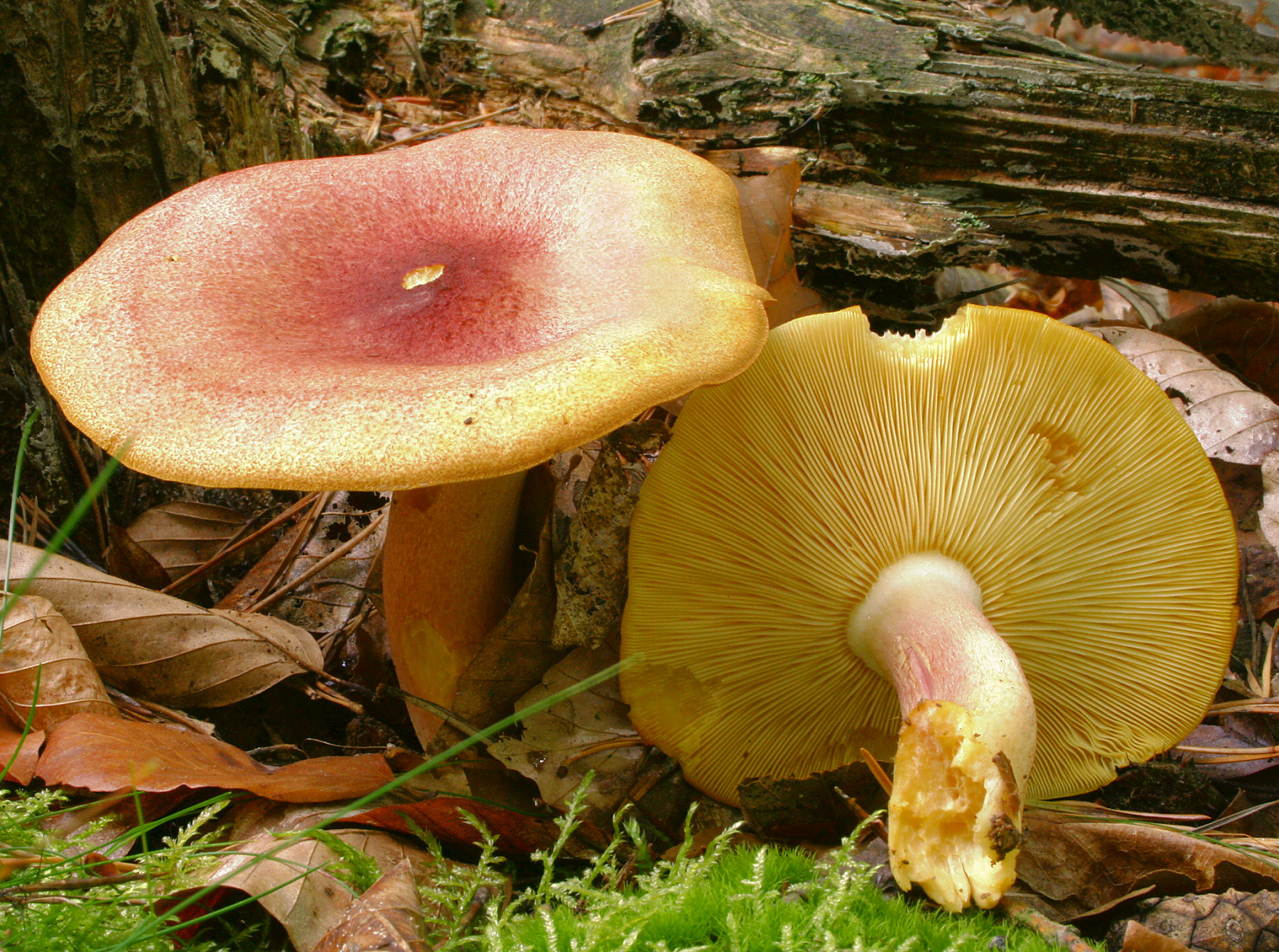
Purpurfilziger Holzritterling Tricholomopsis rutilans
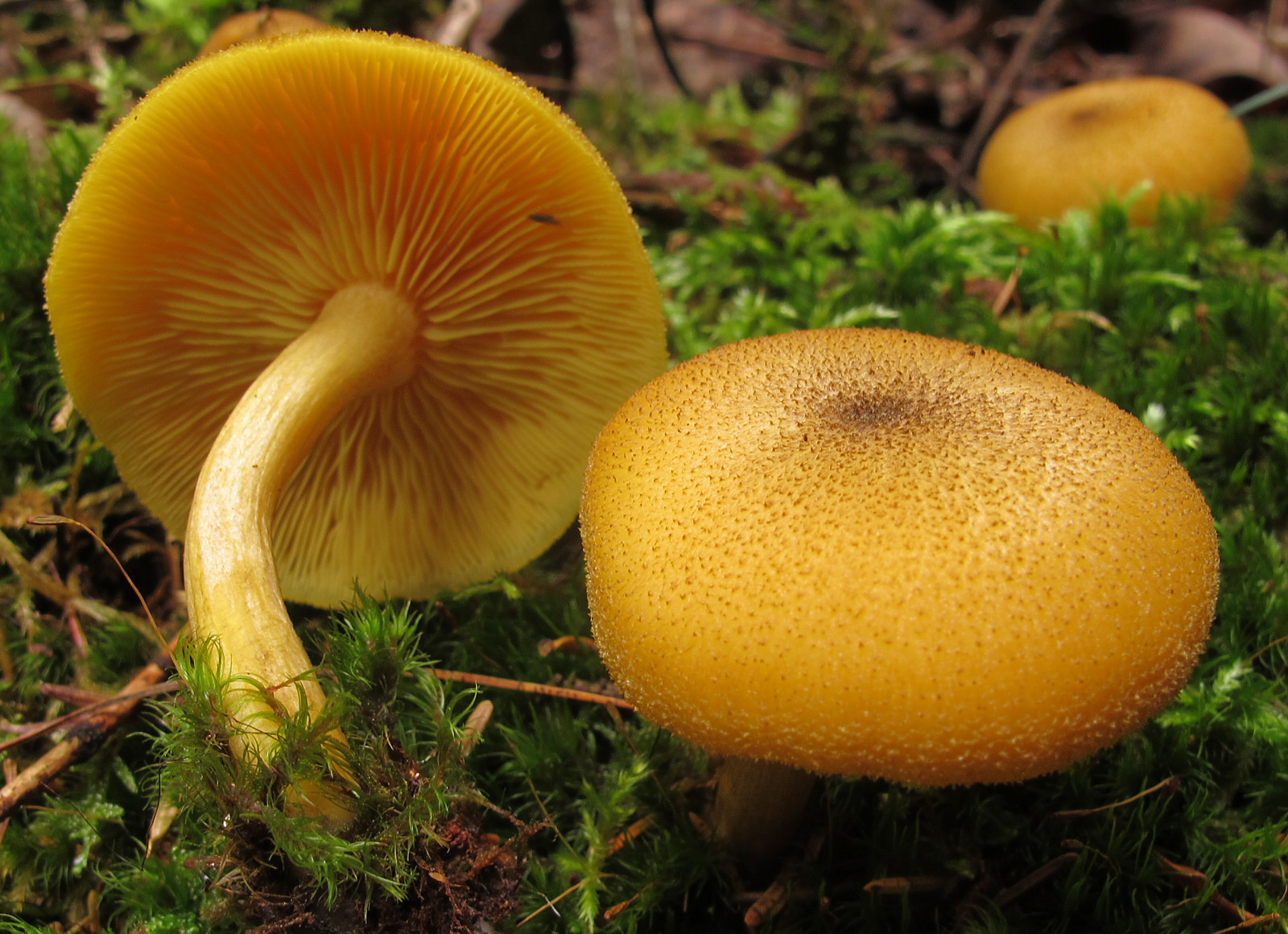
Olivgelber Holzritterling Tricholomopsis decora
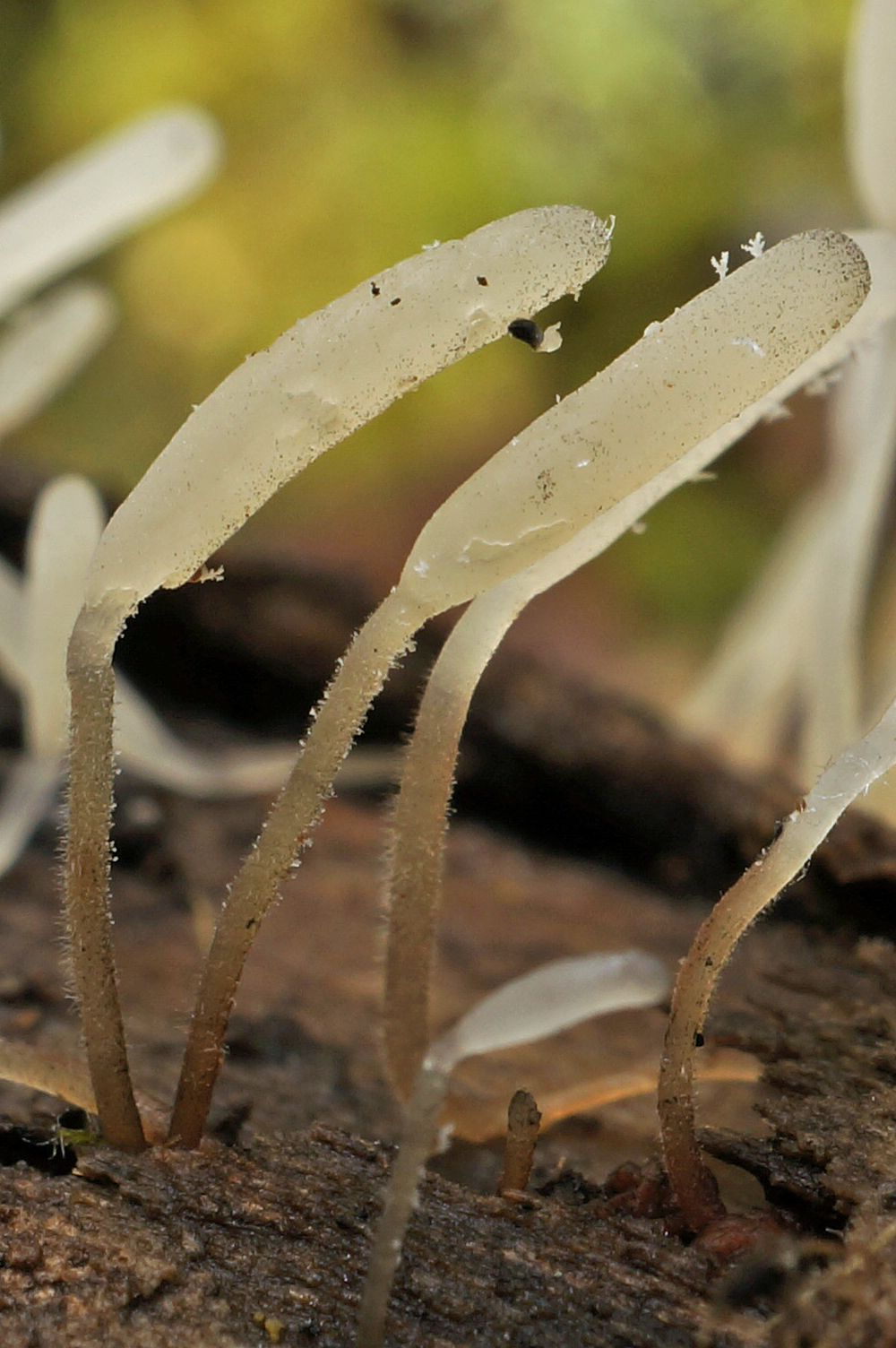
Typula sclerotioides
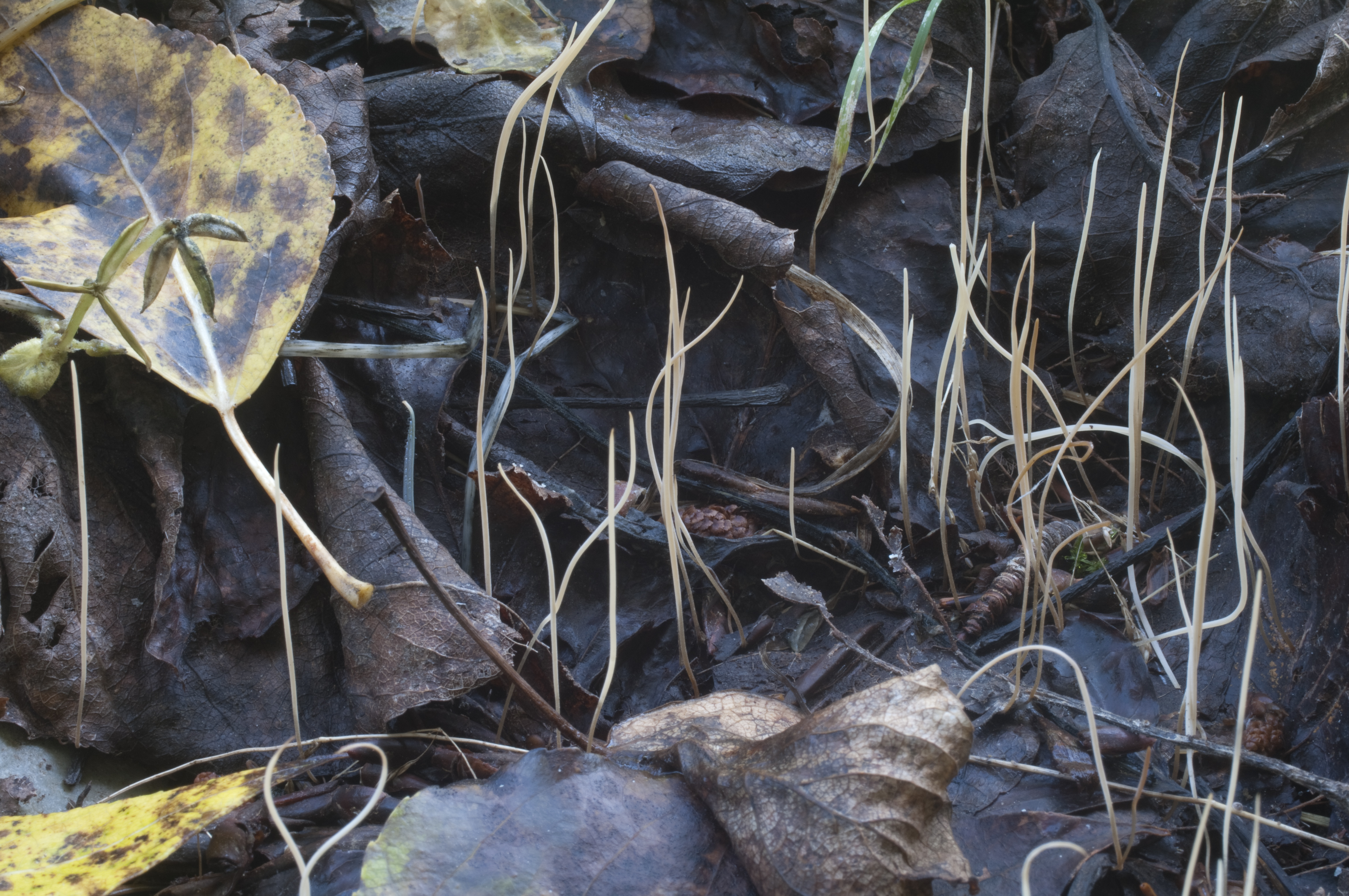
Typhula phacorrhiza